# Cleidion gabonicum
Cleidion gabonicum är en törelväxtart som beskrevs av Henri Ernest Baillon. Cleidion gabonicum ingår i släktet Cleidion och familjen törelväxter. Inga underarter finns listade i Catalogue of Life.